# Drew Brees
Drew Christopher Brees (Austin, Texas, Estados Unidos; 15 de enero de 1979) es un exjugador profesional de fútbol americano que jugaba en la posición de quarterback.
Brees jugó al fútbol americano universitario en los Boilermakers de la Universidad de Purdue, donde posee todos los récords principales de pase. Tras completar el ciclo colegial, fue seleccionado por los San Diego Chargers en la segunda ronda del Draft de la NFL de 2001. Estuvo cinco temporadas en San Diego antes de fichar por los New Orleans Saints en el verano de 2006. Con los Saints fue campeón de la Super Bowl XLIV y se convirtió en uno de los mejores quarterbacks de la historia. A fecha de 2021, es el líder histórico de la NFL en pases completados y porcentaje de pases. Además fue líder en cantidad yardas por aire, hasta el 3 de octubre de 2021, fecha en la que fue superado por Tom Brady.

## Biografía
Drew Brees nació en Texas en enero de 1979. Su padre, Chip Brees, es abogado y jugó a baloncesto en la Universidad de Texas A&M y su madre, Mina Ruth, también era abogada. Su abuelo materno, Ray Akins, fue un veterano de la Segunda Guerra Mundial que luchó en la batalla de Okinawa.
Fue alumno de la Escuela Episcopal St. Andrew's de Austin, en la que fue compañero del actor Ben McKenzie en el equipo de flag football.
Se casó con novia de la universidad, Brittany Dudchenko, en febrero de 2003. Tienen cuatro hijos (Baylen, Bowen, Callen y Raylen).

## Carrera

### Universidad

#### Estadísticas
| Temporada | Equipo | Juegos | Pase  | Pase  | Pase | Pase   | Pase | Pase | Carrera | Carrera | Carrera | Carrera |
| Temporada | Equipo | Juegos | Cmp   | Att   | Pct  | Yards  | TDs  | Int  | Int     | Yds     | TDs     | Prom    |
| --------- | ------ | ------ | ----- | ----- | ---- | ------ | ---- | ---- | ------- | ------- | ------- | ------- |
| 1997      | Purdue | 8      | 19    | 43    | 44.2 | 232    | 0    | 1    | 10      | 9       | 2       | 0.9     |
| 1998      | Purdue | 13     | 361   | 569   | 63.4 | 3,983  | 39   | 20   | 69      | 193     | 3       | 2.8     |
| 1999      | Purdue | 12     | 337   | 554   | 60.8 | 3,909  | 25   | 12   | 79      | 177     | 4       | 2.2     |
| 2000      | Purdue | 12     | 309   | 512   | 60.4 | 3,668  | 26   | 12   | 95      | 521     | 5       | 5.5     |
| Total     | Total  | 45     | 1,026 | 1,678 | 61.1 | 11,792 | 90   | 45   | 253     | 900     | 14      | 3.6     |

### NFL

#### San Diego Chargers

##### 2001
Brees fue seleccionado en la segunda ronda del Draft de 2001 por los San Diego Chargers. Estaba previsto que saliese elegido más arriba, pero algunos reportes le consideraban un poco bajo para ser quarterback.
En su primer año en la NFL, Brees fue suplente de Doug Flutie y no debutó como profesional hasta la octava semana de liga, ante los Kansas City Chiefs. En ese partido completó 15 de 27 pases para 221 yardas y un touchdown. Fue el único encuentro que jugó Brees en 2001.

#### New Orleans Saints

##### 2006
El 14 de marzo de 2006 se hizo oficial su fichaje por los New Orleans Saints por seis años y sesenta millones de dólares. Drew Brees y el nuevo entrenador jefe del equipo, Sean Payton, llevaron a los Saints a un 10-6 que les hizo campeones de la NFC Sur en el regreso de los Saints a Nueva Orleans tras un año jugado fuera de la ciudad por los efectos del huracán Katrina. Brees superó la barrera de las 4000 yardas de pase por primera vez en su carrera (4418) y los Saints avanzaron hasta la final de conferencia, en la que cayeron derrotados ante los Chicago Bears.
Al término de la temporada regular, Drew Brees y su excompañero en los San Diego Chargers, LaDainian Tomlinson, recibieron el Premio Walter Payton al Hombre del Año de la NFL. Brees finalizó segundo en la votación para el MVP, por detrás precisamente de Tomlinson.

##### 2021
El 14 de marzo de 2021 anunció su retirada del fútbol americano profesional.

## Estadísticas
|         | Líder de la liga                                        |
|         | Récord de la NFL                                        |
|         | Denota temporada en la que fue campeón de la Super Bowl |
| Negrita | Máximo de carrera                                       |

### Temporada regular
| Año   | Equipo | Partidos | Partidos | Partidos | Pase  | Pase   | Pase | Pase   | Pase | Pase | Pase  | Pase | Carrera | Carrera | Carrera | Carrera | Fumbles | Fumbles |
| Año   | Equipo | PJ       | PT       | Récord   | Comp  | Att    | Pct  | Yardas | Avg  | TD   | Rate  | Int  | Att     | Yardas  | Avg     | TD      | Fum     | Lost    |
| ----- | ------ | -------- | -------- | -------- | ----- | ------ | ---- | ------ | ---- | ---- | ----- | ---- | ------- | ------- | ------- | ------- | ------- | ------- |
| 2001  | SD     | 1        | 0        | 0−0      | 15    | 27     | 55.6 | 221    | 8.2  | 1    | 94.8  | 0    | 2       | 18      | 9.0     | 0       | 2       | 0       |
| 2002  | SD     | 16       | 16       | 8−8      | 320   | 526    | 60.8 | 3,284  | 6.2  | 17   | 76.9  | 16   | 38      | 130     | 3.4     | 1       | 2       | 0       |
| 2003  | SD     | 11       | 11       | 2−9      | 205   | 356    | 57.6 | 2,108  | 5.9  | 11   | 67.5  | 15   | 21      | 84      | 4.0     | 0       | 5       | 3       |
| 2004  | SD     | 15       | 15       | 11−4     | 262   | 400    | 65.5 | 3,159  | 7.9  | 27   | 104.8 | 7    | 35      | 85      | 1.6     | 2       | 7       | 2       |
| 2005  | SD     | 16       | 16       | 9−7      | 323   | 500    | 64.6 | 3,576  | 7.2  | 24   | 89.2  | 15   | 21      | 49      | 2.3     | 1       | 8       | 5       |
| 2006  | NO     | 16       | 16       | 10−6     | 356   | 554    | 64.3 | 4,418  | 8.0  | 26   | 96.2  | 11   | 42      | 32      | 0.8     | 0       | 8       | 3       |
| 2007  | NO     | 16       | 16       | 7−9      | 440   | 652    | 67.5 | 4,423  | 6.8  | 28   | 89.4  | 18   | 23      | 52      | 2.3     | 1       | 9       | 4       |
| 2008  | NO     | 16       | 16       | 8−8      | 413   | 635    | 65.0 | 5,069  | 8.0  | 34   | 96.2  | 17   | 23      | −1      | 0.0     | 0       | 6       | 1       |
| 2009  | NO     | 15       | 15       | 13−2     | 363   | 514    | 70.6 | 4,388  | 8.5  | 34   | 109.6 | 11   | 22      | 33      | 1.5     | 2       | 10      | 6       |
| 2010  | NO     | 16       | 16       | 11−5     | 448   | 658    | 68.1 | 4,620  | 7.0  | 33   | 90.9  | 22   | 18      | −3      | −0.2    | 0       | 9       | 2       |
| 2011  | NO     | 16       | 16       | 13−3     | 468   | 657    | 71.2 | 5,476  | 8.3  | 46   | 110.6 | 14   | 21      | 86      | 4.1     | 1       | 1       | 1       |
| 2012  | NO     | 16       | 16       | 7−9      | 422   | 670    | 63.0 | 5,177  | 7.7  | 43   | 96.3  | 19   | 15      | 5       | 0.3     | 1       | 5       | 1       |
| 2013  | NO     | 16       | 16       | 11−5     | 446   | 650    | 68.6 | 5,162  | 7.9  | 39   | 104.7 | 12   | 35      | 52      | 1.5     | 3       | 6       | 2       |
| 2014  | NO     | 16       | 16       | 7−9      | 456   | 659    | 69.2 | 4,952  | 7.5  | 33   | 97.0  | 17   | 27      | 68      | 2.5     | 1       | 7       | 3       |
| 2015  | NO     | 15       | 15       | 7−8      | 428   | 627    | 68.3 | 4,870  | 7.8  | 32   | 101.0 | 11   | 24      | 14      | 0.6     | 1       | 5       | 2       |
| 2016  | NO     | 16       | 16       | 7−9      | 471   | 673    | 70.0 | 5,208  | 7.7  | 37   | 101.7 | 15   | 23      | 20      | 0.9     | 2       | 5       | 4       |
| 2017  | NO     | 16       | 16       | 11−5     | 386   | 536    | 72.0 | 4,334  | 8.1  | 23   | 103.9 | 8    | 33      | 12      | 0.4     | 2       | 5       | 0       |
| 2018  | NO     | 15       | 15       | 13−2     | 364   | 489    | 74.4 | 3,992  | 8.2  | 32   | 115.7 | 5    | 31      | 22      | 0.7     | 4       | 5       | 1       |
| 2019  | NO     | 11       | 11       | 8−3      | 281   | 378    | 74.3 | 2,979  | 7.9  | 27   | 116.3 | 4    | 9       | −4      | −0.4    | 1       | 0       | 0       |
| 2020  | NO     | 12       | 12       | 9−3      | 275   | 390    | 70.5 | 2,942  | 7.5  | 24   | 106.4 | 6    | 18      | −2      | −0.1    | 2       | 6       | 2       |
| Total | Total  | 287      | 286      | 172−114  | 7,142 | 10,551 | 67.7 | 80,358 | 7.6  | 571  | 98.7  | 243  | 498     | 752     | 1.5     | 25      | 111     | 42      |

### Playoffs
| Temporada | Equipo  | Juegos | Registro (V-D) | PT | Pases | Pases | Pases | Pases | Pases | Pases | Pases | Pases | Pases  | Acarreos | Acarreos | Acarreos | Acarreos | Acarreos | Capturas | Capturas | Fumbles | Fumbles |
| Temporada | Equipo  | Juegos | Registro (V-D) | PT | Comp  | Att   | Pct   | Yds   | YPA   | Lg    | TD    | Int   | Índice | Att      | Yds      | Prom     | Lg       | TD       | Cap      | Yds      | Fum     | Perd    |
| --------- | ------- | ------ | -------------- | -- | ----- | ----- | ----- | ----- | ----- | ----- | ----- | ----- | ------ | -------- | -------- | -------- | -------- | -------- | -------- | -------- | ------- | ------- |
| 2005      | SD      | 1      | 0-1            | 1  | 31    | 42    | 73.8  | 319   | 7.6   | 44    | 2     | 1     | 101.2  | 5        | 17       | 3.4      | 7        | 0        | 2        | 11       | 1       | 0       |
| 2006      | NO      | 2      | 1-1            | 2  | 47    | 81    | 58.0  | 597   | 7.4   | 88    | 3     | 1     | 88.3   | 4        | 6        | 1.5      | 8        | 0        | 6        | 51       | 3       | 2       |
| 2009      | NO      | 3      | 3-0            | 3  | 72    | 102   | 70.6  | 732   | 7.2   | 44    | 8     | 0     | 117.0  | 5        | -4       | -0.8     | 0        | 0        | 2        | 15       | 2       | 0       |
| 2010      | NO      | 1      | 0-1            | 1  | 39    | 60    | 65.0  | 404   | 6.7   | 40    | 2     | 0     | 95.4   | 2        | 6        | 3.0      | 6        | 0        | 1        | 7        | 1       | 0       |
| 2011      | NO      | 2      | 1-1            | 2  | 73    | 106   | 68.9  | 928   | 8.8   | 66    | 7     | 2     | 110.1  | 5        | 4        | 0.8      | 5        | 0        | 5        | 34       | 1       | 1       |
| 2013      | NO      | 2      | 1-1            | 2  | 44    | 73    | 60.3  | 559   | 7,7   | 52    | 2     | 2     | 81.9   | 5        | 13       | 2.6      | 5        | 0        | 3        | 9        | 1       | 0       |
| 2017      | NO      | 2      | 1-1            | 2  | 48    | 73    | 65.8  | 670   | 9.2   | 80    | 5     | 3     | 100.8  | 3        | 0        | 0.0      | 2        | 0        | 3        | 23       | 1       | 0       |
| Carrera   | Carrera | 13     | 7-6            | 13 | 354   | 537   | 65.9  | 4,209 | 7.8   | 88    | 29    | 9     | 100.7  | 29       | 42       | 1.4      | 8        | 0        | 19       | 127      | 10      | 3       |

### Super Bowl
| Temporada | Equipo  | Rival   | Edición | Resultado | Pases | Pases | Pases | Pases | Pases | Pases | Pases | Pases | Pases  | Acarreos | Acarreos | Acarreos | Acarreos | Acarreos | Capturas | Capturas | Fumbles | Fumbles |
| Temporada | Equipo  | Rival   | Edición | Resultado | Comp  | Att   | Pct   | Yds   | YPA   | Lg    | TD    | Int   | Índice | Att      | Yds      | Prom     | Lg       | TD       | Cap      | Yds      | Fum     | Perd    |
| --------- | ------- | ------- | ------- | --------- | ----- | ----- | ----- | ----- | ----- | ----- | ----- | ----- | ------ | -------- | -------- | -------- | -------- | -------- | -------- | -------- | ------- | ------- |
| 2009      | NO      | IND     | XLIV    | G 31-17   | 32    | 39    | 82.5  | 288   | 7.38  | 27    | 2     | 0     | 114.5  | 1        | -1       | -1.00    | -1       | 0        | 1        | 7        | --      | --      |
| Carrera   | Carrera | Carrera | 1       | 1-0       | 32    | 39    | 82.5  | 288   | 7.38  | 27    | 2     | 0     | 114.5  | 1        | -1       | -1.00    | -1       | 0        | 1        | 7        | --      | --      |